# Glosa
|  | Per a altres significats, vegeu «Glosa (llengua auxiliar)». |

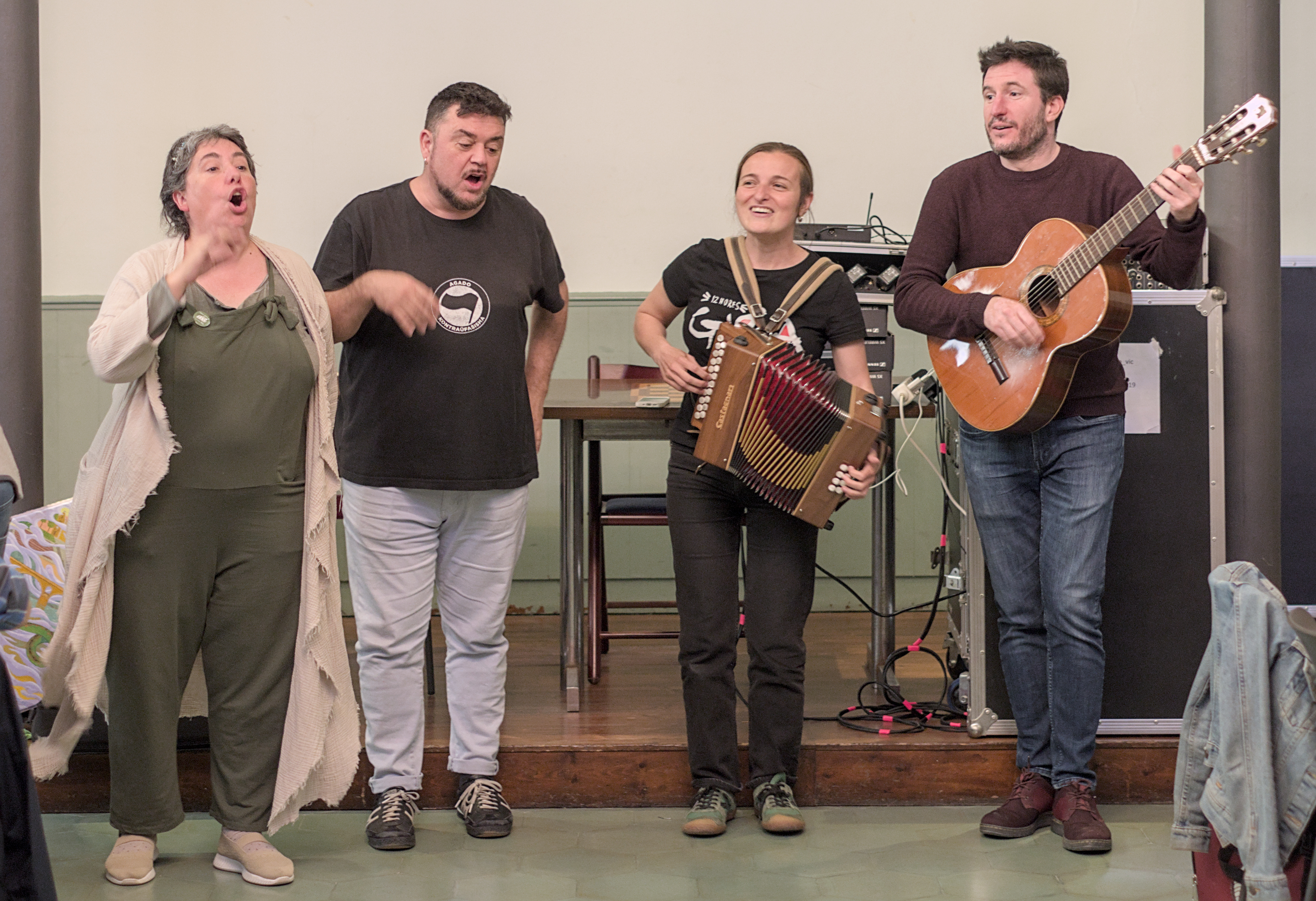
Actuació de glossadors i glossadores durant el banquet de comiat del 40è Congrés Català d'Esperanto.

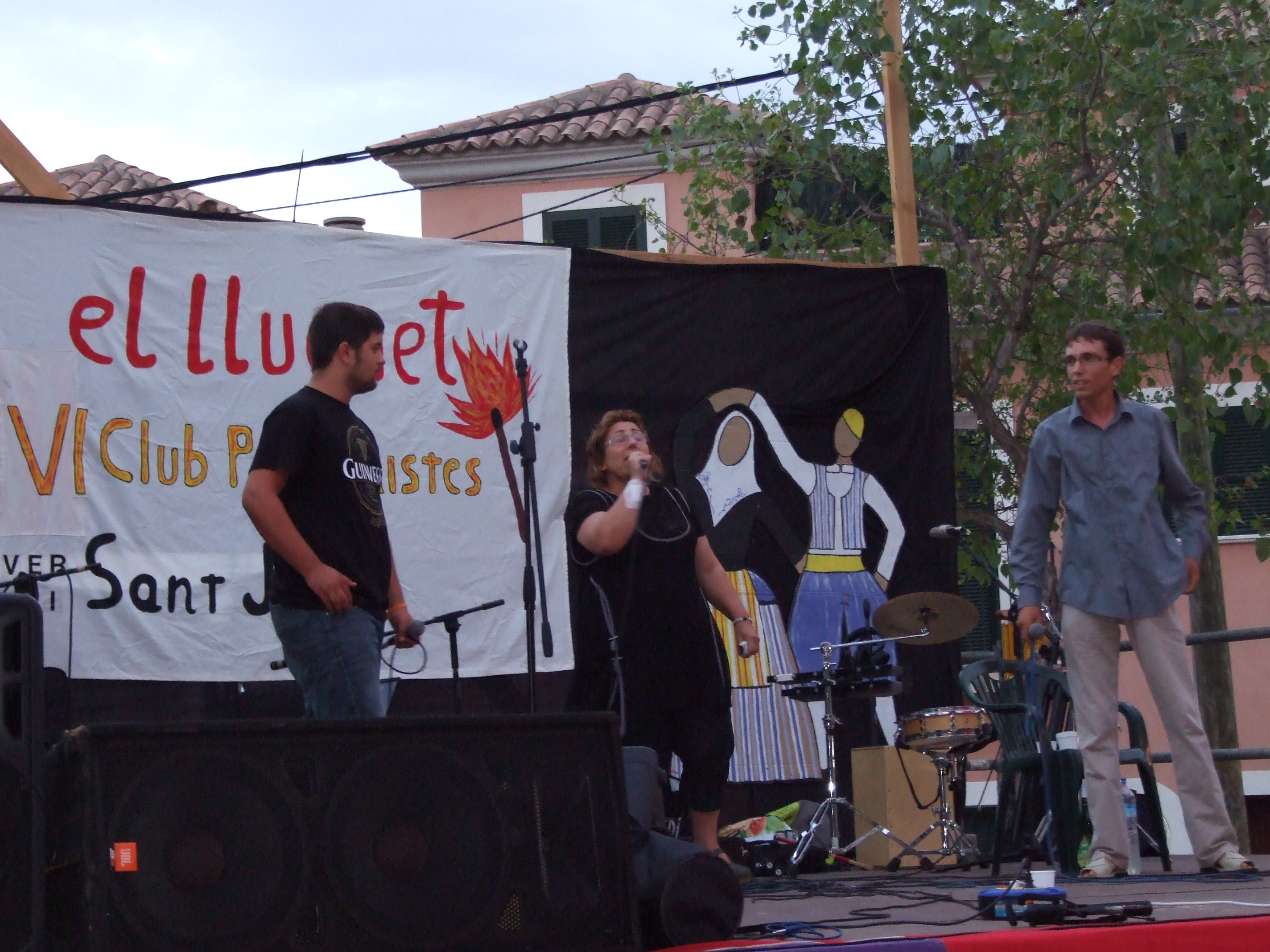
Glosadors improvisant el seu cant.

La glosa o cançó improvisada és un gènere poètic i musical que consisteix a improvisar versos a partir d'un patró mètric i de rima sobre una determinada melodia.
A les Illes Balears, la glosa és una mena de composició popular, oral i rimada, normalment improvisada en el mateix moment en què es declama. En la societat balear, rural i analfabeta, del segle xix, la figura del "glosador" arribà a ser prou famosa, amb alguns d'ells que s'hi professionalitzaren, viatjant de poble en poble posant a prova les seves capacitats davant els reptes del públic o davant altres glosadors en els anomenats "combats de gloses".

## Història
Un dels exemples més coneguts de les primeres al·lusions a la poesia improvisada és el que recull el Certament d'Homer i Hesíode, obra atribuïda al sofista Alcimedant (S. IV-V a.C.) que reuneix els dos grans noms fundacionals de la literatura grega en un combat poètic celebrat amb motiu d'unes festes que tingueren lloc a la cort del rei Calcis a l'illa d'Eubea.
També en el món àrab la improvisació poètica ha estat ben difosa i prestigiada des d'antic [...]. Una tradició que coincidirà en el temps amb la dels joglars i trobadors dels territoris cristians; coincidirà i es barrejarà: la poesia lírica europea beurà directament de l'aljub andalusí i no resulta difícil rastrejar la influència de les formes poètiques àrabs – com el zéjel o la moaxaja- pel cançoner castellà, català, provençal, galaicoportuguès o fins i tot centreeuropeu coetani.
Carreres al 1947 va registrar que a les acaballes de l'Edat Mitjana tenim la primera notícia a casa nostra d'un gènere de cançó improvisada que ha pervingut fins a l'actualitat: el 1369, durant l'estada a València del rei Pere el Cerimoniós i la reina Elionor de Sicília per la festa de Sant Dionís es van pagar vuit sous a cinc joglars << qui feren albades al senyor Rey, a la senyora Reyna e al senyor duch e altres de la cort>>

## Descripció

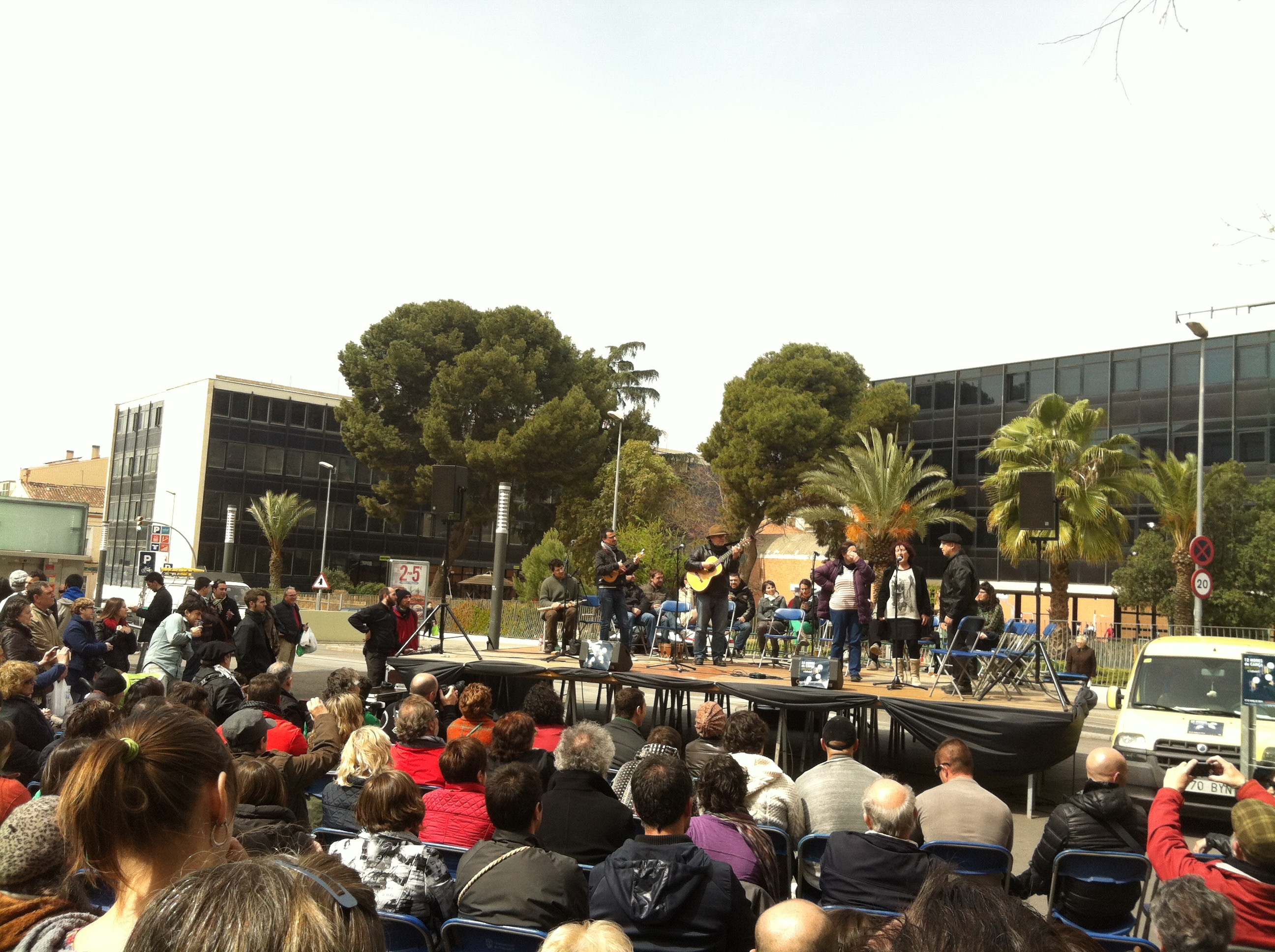
Glosa a Sabadell, 2014

Les estrofes són d'entre cinc i dotze versos, tot i que les més normals són les de sis i les de vuit. No hi pot haver la mateixa rima ni en els dos primers versos ni en els dos darrers, és a dir, la glosa no pot començar ni acabar amb la rima A A sempre A B o B A. A la resta de versos es pot combinar la rima de la manera que el glosador vulgui. No porten acompanyament musical.
Existeixen altres tipus de gloses que no són les habituals, com “la glosa de picat”. També els glosadors “de posat o de camilla”, que fan gloses més elaborades i, per tant, necessiten més temps. O la “glosa circumstancial”. A vegades inclús la glosa utilitza la dècima, és a dir una estrofa que està composta per deu versos de quatre rimes, A B B A A C C D D C.
Molts de glosadors mallorquins del segle xix i principis del XX eren analfabets: no sabien ni llegir ni escriure, però tenien una agilitat mental i una capacitat memorística immensa. Ara bé, aquests glosadors, que des de ben joves ja cantaven cançons populars apreses mentre treballaven al camp, no tenen successors: avui ningú no canta al camp.
El context a través del qual havien crescut i après els glosadors, avui ja ha desaparegut, però hi ha gloses, cançons, que han esdevingut tradicionals. La figura de glosador actual segueix aquestes línies però amb un gran component lúdic i una gran diferència del mètode amb què l'aprenen. Ara ja no es canten treballant al camp, sinó que és més una distracció i una eina de denúncia bastant eficaç.
El glosador, versador, corrandista, o cantador en llengua catalana té equivalents arreu del món: L'impprovisattore d'ottavine italià, el pytaris xipriota, el rimadoros cretenc, el bertsolari basc, el fistor gallec, el repentista espanyol, el trovero murcià, el pallador argentí, el griot africà. En una època en què la cultura escrita era reservada per a una elit, l'oralitat esdevenia l'eix per a l'accés al coneixement de notícies i llurs cants eren obres a recordar.
Actualment, hi ha glosadors dins Mallorca que han fet renéixer l'art de la glosa improvisada quan semblava que ja estava condemnada a la seva extinció. Mateu Matas, més conegut com a Mateu Xurí, és un glosador mallorquí, president dels Glosadors de Mallorca, considerat per molts com el millor glosador mallorquí de tots els temps. Realitza tallers en escoles, centres culturals i escoles d'estiu, en els quals transmet les tècniques d'improvisació, tradicionals i innovadores, de la poesia oral mallorquina, en llengua catalana.
Altres glosadors coneguts de picat de les illes que, malauradament, estan envellint, són en Joan Planissi de Manacor, en Toni Socias de Sa Pobla i en Rafel Roig des Carritxó, que ja tenen més de 70 anys, i en Jaume Juan d'Algaida ja frega els 60. I a Menorca, en Miquel Ametler i n'Esteve Barceló s'encarreguen d'una escola-taller de glosat per al jovent als instituts de secundària.

## Els diferents pals o tonades
Dins de la glosa es poden trobar diferents pals o tonades que estan formats per melodies i estructures sil·làbiques diferents.

### La perdiueta
La perdiueta és un pal que va néixer o almenys es va recuperar a Montanissell, és per això que també se’l coneix com a cançó de Montanissell.
És una cançó de ronda, segurament derivada d'una tonada de ball habitual a les festes dels pobles.
És una cobla de quatre versos amb assonància o consonància dels parells. El públic repeteix el que canta el glosador cada dos versos. Aquesta repetició dona temps al glosador per acabar de perfeccionar els versos següents. No té tornada ni cap tonalitat fixa determinada per tradició.
És un ritme 3/4 i es pot acompanyar com un valset o ball pla.

### El garrotin
Hi ha qui considera que és un cant tradicional dels pastors asturians, però s'ha enregistrat sobretot dins de l'ambient gitano i carrincló (bohemi) de Lleida.
Consta d'una cobla de quatre versos amb assonància o consonància dels parells. Es canta amb un estil vocal sil·làbic i amb molta llibertat melòdica i rítmica que depèn del glosador.
És un ritme de rumba lenta. Després de cada cobla es canta una tornada, que pot ser lliure i amb inspiracions però la més habitual és:
Al garrotin, al garrotan, de la vera de la vera de Sant Joan.

### Corrandes d'en Carolino
Aquesta Tonada s'ha sentit originalment, tan sols d'una persona, en Josep Casadevall “Carolino”.
Són Cobles de 4 versos amb assonàncies o consonàncies del parells que acaben amb paraula aguda.
Aquesta cançó es canta popularment sense acompanyament instrumental i el to es va adaptant a les circumstàncies de cada glosador. Així com el ritme que es pot alentir.
La tornada es pot introduir després de cada vers o al cap d'un nombre de versos.

### Jotes de l'Ebre
Aquest estil d'improvisació és encara vigent al Baix Ebre i al Montsià on els cantadors professionals assisteixen a les seves cites acompanyats de petites formacions de vents i cordes.
La jota normalment s'interpreta acompanyada de vent i corda, amb una formació configurada bàsicament per guitarra, guitarró, trompeta, clarinet i bombardí, tot i que en documents més antics també es parla de violins, bandúrries, acordions, tiples, panderetes, ferrets i castanyoles.
Originàriament, les seves jotes estaven formades per estrofes de quatre versos, més tard van evolucionar a sis versos. Aquesta innovació, segons la majoria de fonts orals i documentals, és atribuïda al cantador de Sant Carles de la Ràpita Agustí Domènech (1879-1956), conegut pel seu malnom: Perot. Com que va tenir molt d'èxit, bona part dels cantadors contemporanis el van imitar, i, fins i tot, per aconseguir una major rellevància, li van adreçar els seus versos. També tenim algun exemple d'estructures de més de set o vuit versos, tot i ser molt pocs.

### Cançons de simbomba
La pràctica d'aquest pal n'és molt estesa a tot Mallorca, és típic cantar-la amb una simbomba en entorns familiars, en colles i en encontres específics.
Pot tenir de 4 a 6 versos, i es poden repetir tots els versos en dues estrofes o repetir el darrer vers de cada estrofa.

### Nyacres
Les nyacres es ballaven a Castelló d'Empúries per carnestoltes: dues parelles en quadre dansaven puntejant i creuant-se diagonalment. Té una gran importància el cantador que improvisi nyacres (corrandes) al·lusives. S'acompanyaven al so de castanyoles fetes amb nyacres i closques de cloïssa i d'aquesta circumstància va prendre nom el ball de nyacres.
Es tracta d'una quarteta heptasil·làbica amb rima obligada dels versos parells, de la qual es repeteix el tercer vers- estratègia expressiva que allarga la tensió que resoldrà el vers final- i que s'alterna amb una tornada taral·lejada sense text.

### Corrandes de Beget
Tradicionalment aquestes corrandes es fan sense acompanyament, però també es poden acompanyar amb acords. El glosador si vol pot cantar al ritme, però també pot frenar i cantar amb ritme pausat i lliure, per tal de poder pensar. En aquest cas els músics acompanyants han de seguir al glosador i marcar les síl·labes fortes i esperar-lo.
Les Corrandes de Beget es solen fer en Do. Una bona opció és que cada glosador agafi el seu to i la tonalitat es vagi adaptant a les circumstàncies. Cada estrofa s'alterna amb una tornada que pot ser instrumental o cantada.

### Glosa Menorquina
Normalment aquesta glosa s'acompanya sempre amb una melodia de guitarra anomenada “ses porgueres”.
El glosat es duia a terme en celebracions col·lectives, al final de les porquejades, de les mesurades, en reunions familiars i també a les tavernes.
El glosat començava sempre amb unes gloses de cortesia, després podia donar-se pas a una primera secció de comentaris d'actualitat que servia de noticiari, però també de crítica social i de xafarderia, d'aquí passava a la controvèrsia entre els glosadors on aquests s'escarnien mútuament; més tard arribava l'hora de la veritat: una dramatització on diferents personatges explicaven una història o discutien entre ells repartint-se papers estereotipats com pagès, amo, madona i senyor o festejant, al·lota i sogra; i, finalment, es feien algunes xacres o gloses de comiat.
La primera notícia que pot relacionar-se amb el glosar data del 1683.
L'estructura de les gloses és de versos heptasil·làbics i poden ser de sis mots (es repeteix el cinquè vers), de set, de vuit o de nou mots. Si és de cinc, s'anomena cançoneta i si és de nou o més, poesia. Es busca la consonància perfecta. A vegades pot ser que l'estrofa sigui més llarga. Usualment l'estructura és ABBAAB i no té una tornada.